# Staafkerk van Fantoft
De staafkerk van Fantoft (Noors: Fantoft stavkirke) is een nagebouwde staafkerk in Fana, Bergen in Noorwegen. De kerk was oorspronkelijk gebouwd in Fortun, een dorp nabij het Sognefjord, rond het jaar 1150.
In de 19e eeuw werd de kerk, net als vele honderden andere staafkerken in Noorwegen, bedreigd met afbraak. Het gebouw werd gekocht door consul F. Gade en in 1883 in stukken verhuisd naar Fantoft dat toen vlak bij en nu in Bergen ligt.
Op 6 juni 1992 omstreeks 6 uur 's morgens werd de staafkerk totaal verwoest door brandstichting. Varg Vikernes, een blackmetalmuzikant met sterk antireligieuze ideeën, werd verdacht van de brandstichting, maar werd hiervoor niet veroordeeld. Wel werd hij tot 21 jaar cel veroordeeld voor de brandstichting van de Holmenkollen Kapel, de Skold Kerk en de Åsane Kerk en voor moord.
Onmiddellijk werd aan de bouw van een exacte kopie van de kerk begonnen die in 1997 af was. Deze keer is het gebouw beveiligd met hekken en alarmen.

## Foto's

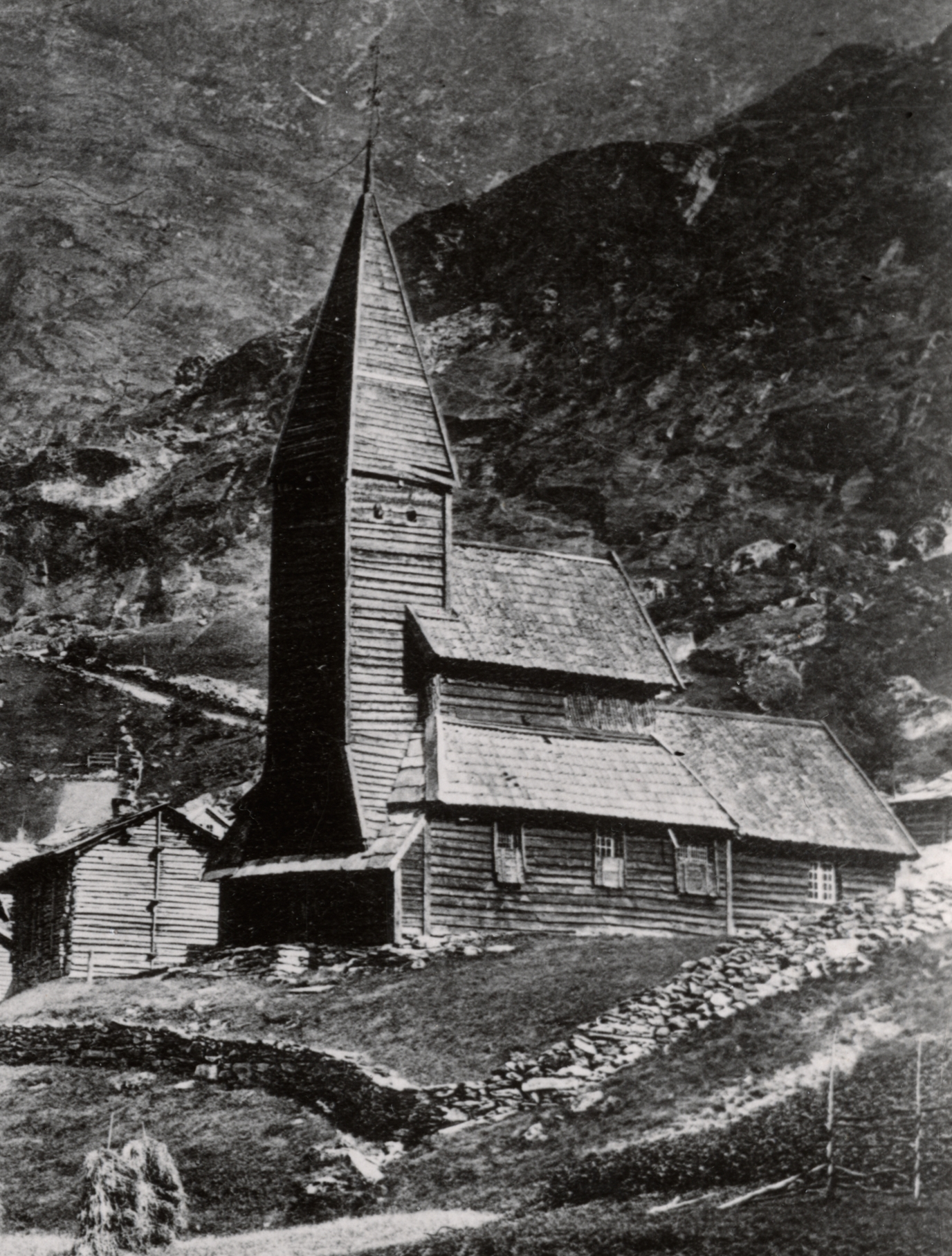
Staafkerk van Fantoft te Fortun.
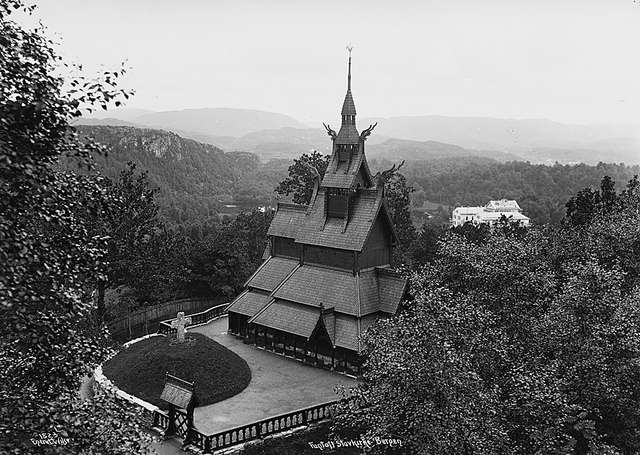
Staafkerk van Fantoft te Fantoft in de jaren 1880.
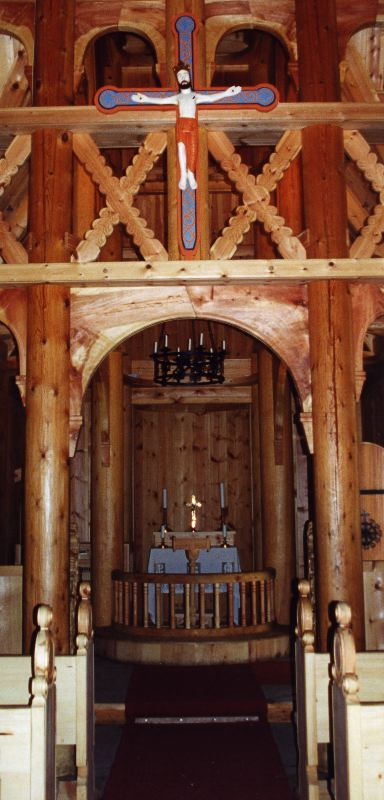
Het interieur.
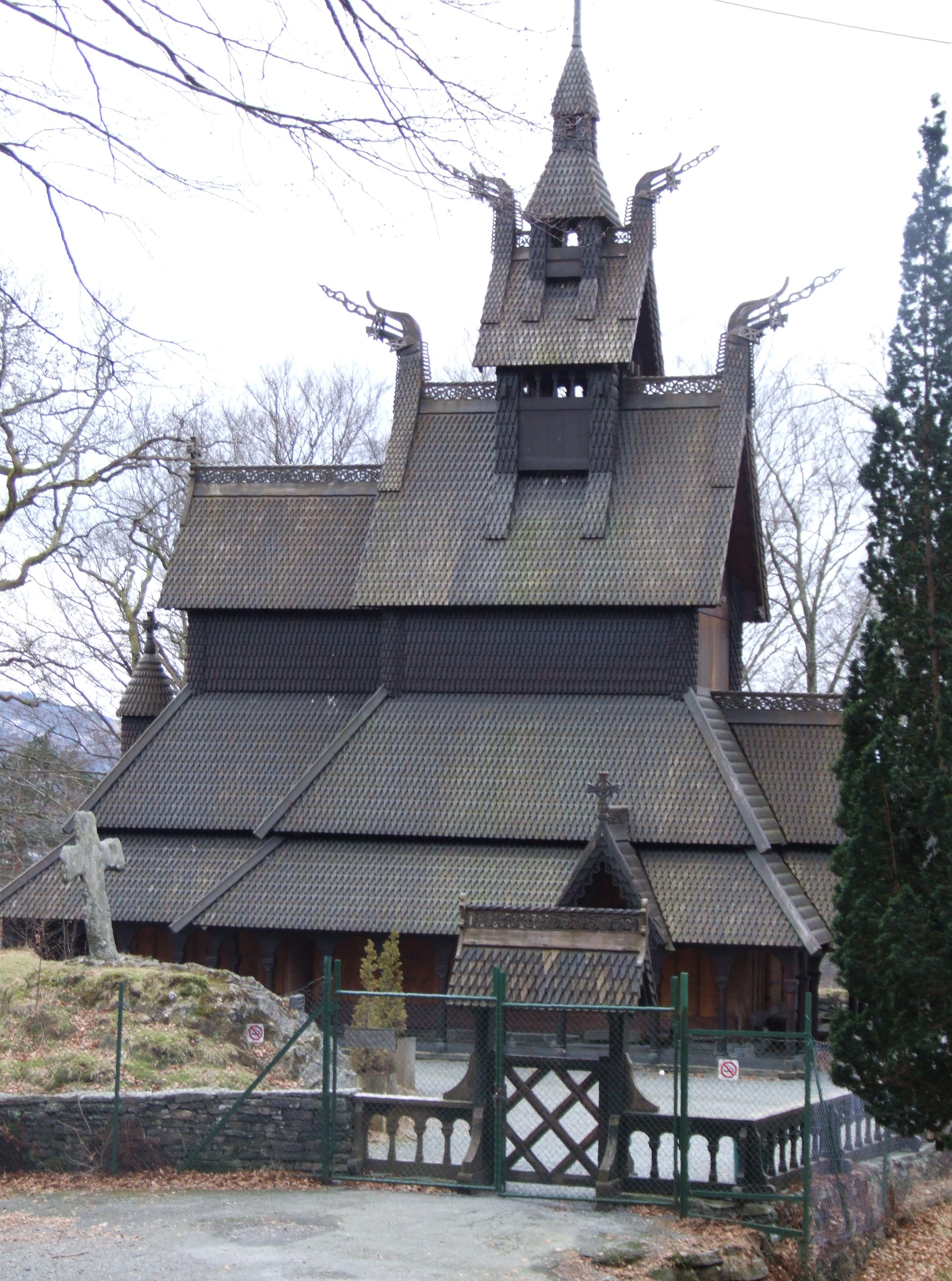
Staafkerk van Fantoft